# Blink-182
Blink-182 (stilizirano kot blink-182) je rock skupina iz južne Kalifornije.
Ustanovljena je bila leta 1992, ustanovili pa so jo Mark Hoppus, Tom DeLonge  in Scott Raynor v kalifornijskem mestu Poway. Skupina se je najprej imenovala »blink«, vendar se je tako imenovala že neka irska skupina in so prišli v spor zaradi blagovne znamke.
Po velikem vzponu punk skupin kot so Green Day, The Offspring in Rancid, so postali vredni zaupanja za nadaljevanje revolucije post-grunge rocka.
V svoji precej dolgi karieri so z drugim albumom dosegli svetovno slavo, njihovi oboževalci pa so večinoma mladostniki, najstniki.

## Zasedba
Člani zasedbe so: Mark Hoppus (vokal, bas kitara), Tom DeLonge (vokal, kitara) in Travis Barker (bobni). Travis Landon Barker je zamenjal bobnarja Scotta Raynorja, ki je zapustil skupino kmalu po izidu albuma Dude Ranch, tj. leta 1998. Znani so po igranju izvirnih melodij, prav tako tudi po satiričnem straniščnem humorju. Njihova besedila so pogosto humoristična in vzpodbujajoča.

## Razhod
Skupina se je februarja leta 2005 razšla, kot razlog pa so navedli zanemarjanje družine in so hoteli to popraviti, na MTV-ju pa sta Mark in Tom izjavila, da naj bi skupina razpadla. Septembra 2006 pa sta Mark in Travis izjavila, da je skupina razpadla zaradi Tomovega odhoda. Sama nista hotela nadaljevati, zato sta ustanovila novo skupino (+44), Tom pa je prav tako ustvaril novo skupino Angels and Airwaves

## Vrnitev
Blink 182, so na 51. Grammyjih naznanili, da se vračajo. Poleti 2009 bodo imeli svojo prvo turnejo po združitvi. V prvih mesecih leta 2010 napovedujejo nov album. 
Medtem so prvič po združitvi že igrali na lokalni zabavi v Los Angelesu, kjer so zaigrali njihove 3 hite: The rock show, Feeling this in Dammit.
V intervjuju z MTV je Mark Hoppus izjavil da načrtujejo turnejo po evropi v letu 2010.

## Albumi
1. Buddha (1993)
2. Cheshire Cat (1994)
3. Dude Ranch (1997)
4. Enema of the State (1999)- njihova najbolj znana skladba All the Small Things
5. The Mark, Tom and Travis Show (2000)
6. Take off Your Pants and Jacket (2001)
7. Blink-182 (2003)
8. Greatest hits (2005)
9. Neighborhoods (2011)
10. Dogs Eating Dogs (2012)
11. California (2016)
12. Nine (2019)

## Povezave
- blink-182 Uradna spletna stran
- blink182 - na Myspace
- blink-182 besedila[mrtva povezava]